# Championnat d'Europe de futsal 2001
Navigation
Espagne 1999 Italie 2003
L'Euro de futsal 2001 est la troisième édition du Championnat d'Europe de futsal, compétition organisée par l'Union des associations européennes de football (UEFA) et rassemblant les meilleures équipes masculines européennes. Il se déroule en Russie du 22 au 28 février 2001. Tous les matchs se déroulent au Palais des sports de Loujniki à Moscou.
En fin d'année 2000, les sélections nationales de 25 pays participent à une phase de qualification, dans le but de désigner les sept équipes pouvant prendre part au tournoi final en compagnie de la Russie, qualifiée d'office en tant que pays organisateur et tenant du titre.
La compétition est remportée par l'Espagne, après une victoire en finale au but en or contre l'Ukraine et remporte son second titre, après celui de 1996. À domicile, la Russie prend la troisième place.
Notamment auteur du but en or final, l'espagnol Javi Sánchez est élu meilleur joueur. L'Ukrainien Serhiy Koridze remporte le trophée du meilleur buteur.

## Organisation

### Ville et salle retenue
Tous les matchs se déroulent au Palais des sports de Loujniki à Moscou, de 12 500 places.

### Équipes qualifiées
Fin 2000, 25 sélections nationales de futsal prennent part aux qualifications. Celles-ci sont composées de sept groupes de trois ou quatre équipes dont seuls les vainqueurs se joignent au pays hôte qualifié d'office, la Russie, pour la phase finale.
| Équipe nationale | Mode de qualification | Nombre de participation | Meilleure performance |
| ---------------- | --------------------- | ----------------------- | --------------------- |
| Espagne          | vainqueur du groupe G | 2 (1996, 1999)          | vainqueur (1996)      |
| Russie T         | hôte                  | 2 (1996, 1999)          | vainqueur (1999)      |
| Italie           | vainqueur du groupe F | 2 (1996, 1999)          | troisième (1999)      |
| Pays-Bas         | vainqueur du groupe C | 2 (1996, 1999)          | quatrième (1999)      |
| Ukraine          | vainqueur du groupe B | 1 (1996)                | groupe (1996)         |
| Croatie          | vainqueur du groupe A | 0 (début)               | -                     |
| Tchéquie         | vainqueur du groupe D | 0 (début)               | -                     |
| Pologne          | vainqueur du groupe E | 0 (début)               | -                     |

### Format de la compétition
Les huit équipes qualifiées sont séparées en deux groupes de quatre, joués en tournoi toutes rondes. Les deux premiers de chacun des deux groupes sont qualifiés pour les demi-finales à élimination directe.
Les premiers y affrontent les seconds de l'autre groupe. Les deux vainqueurs des demi-finales disputent la finale, tandis que les perdants s'affrontent dans le match pour la troisième place.

## Phase de groupes

### Groupe A
Pour la deuxième fois consécutive, l'Espagne fait le plein en phase de groupes, ses victimes sont la Croatie, la Pologne et l'Ukraine. Cette dernière accompagnant les Espagnols dans le dernier carré.
| Rang | Équipe  | Pts | J | G | N | P | Bp | Bc | Diff |
| ---- | ------- | --- | - | - | - | - | -- | -- | ---- |
| 1    | Espagne | 9   | 3 | 3 | 0 | 0 | 15 | 3  | +12  |
| 2    | Ukraine | 6   | 3 | 2 | 0 | 1 | 14 | 7  | +7   |
| 3    | Croatie | 3   | 3 | 1 | 0 | 2 | 2  | 9  | -7   |
| 4    | Pologne | 0   | 3 | 0 | 0 | 3 | 6  | 18 | -12  |

     Équipe qualifiée ou victorieuse; Pts = points; J = joués; G = gagnés; N = nuls; P = perdus;

Bp = buts pour; Bc = buts contre; Diff = différence de buts 
| jeudi 22 février 2001 | Espagne                                                        | 4 - 1 | Ukraine              |                      |                      |
|                       | Paulo Roberto 17e · Daniel Ibañes 20e 39e · Javi Rodríguez 29e |       | Heorhij Melnikov 23e | Luzhniki Sports Hall | Luzhniki Sports Hall |
|                       | rapport                                                        |       |                      | Luzhniki Sports Hall | Luzhniki Sports Hall |

| jeudi 22 février 2001 | Pologne              | 1 - 2 | Croatie                |                      |                      |
|                       | 25e Robert Dabrowski |       | Robert Grdovic 24e 39e | Luzhniki Sports Hall | Luzhniki Sports Hall |
|                       | rapport              |       |                        | Luzhniki Sports Hall | Luzhniki Sports Hall |

| vendredi 23 février 2001 | Espagne | 8 - 2 | Pologne                                         |                      |                      |
|                          | Antonio Adeva 20e · Daniel Ibañes 24e · Kike 28e 29e · Javi Rodríguez 29e · Joan Linares 38e · Paulo Roberto 41e 41e |       | Krzysztof Jasinski 25e · Krzysztof Kuchciak 26e | Luzhniki Sports Hall | Luzhniki Sports Hall |
|                          | rapport |       |                                                 | Luzhniki Sports Hall | Luzhniki Sports Hall |

| vendredi 23 février 2001 | Ukraine                                                                                  | 5 - 0 | Croatie |                      |                      |
|                          | Oleg Bezuglyy 18e · Igor Moskvychov 29e · Oleksandr Kosenko 29e · Serhiy Koridze 33e 37e |       |         | Luzhniki Sports Hall | Luzhniki Sports Hall |
|                          | rapport                                                                                  |       |         | Luzhniki Sports Hall | Luzhniki Sports Hall |

| dimanche 25 février 2001 | Croatie | 0 - 3 | Espagne                                                  |                      |                      |
|                          |         |       | Joan Linares 3e · Daniel Ibañes 24e · Javi Rodríguez 39e | Luzhniki Sports Hall | Luzhniki Sports Hall |
|                          | rapport |       |                                                          | Luzhniki Sports Hall | Luzhniki Sports Hall |

| dimanche 25 février 2001 | Ukraine                                                                         | 8 - 3 | Pologne                                                               |                      |                      |
|                          | Serhiy Koridze 6e 27e 29e 30e · Igor Moskvychov 28e 35e 37e · Fedir Pylypiv 40e |       | Andrzej Szlapa 12e · Krzysztof Filipczak 20e · Krzysztof Jasinski 30e | Luzhniki Sports Hall | Luzhniki Sports Hall |
|                          | rapport                                                                         |       |                                                                       | Luzhniki Sports Hall | Luzhniki Sports Hall |

### Groupe B
L'Italie, vainqueur de ses trois matches, et la Russie devancent la République tchèque et les Pays-Bas dans le Groupe B.
| Rang | Équipe             | Pts | J | G | N | P | Bp | Bc | Diff |
| ---- | ------------------ | --- | - | - | - | - | -- | -- | ---- |
| 1    | Italie             | 9   | 3 | 3 | 0 | 0 | 14 | 7  | +7   |
| 2    | Russie             | 6   | 3 | 2 | 0 | 1 | 11 | 6  | +5   |
| 3    | République tchèque | 1   | 3 | 0 | 1 | 2 | 9  | 13 | -4   |
| 4    | Pays-Bas           | 1   | 3 | 0 | 1 | 2 | 3  | 11 | -8   |

     Équipe qualifiée ou victorieuse; Pts = points; J = joués; G = gagnés; N = nuls; P = perdus;

Bp = buts pour; Bc = buts contre; Diff = différence de buts 
| 22 février | Pays-Bas                                              | 3 – 3 | République tchèque                              |                      |                      |
|            | 9e Anouk Roest · 10e Iwan Van Rijn · 29e Anton Biloro |       | Karel Vrabec 7e · Zbynek 25e · Michal Mareš 34e | Luzhniki Sports Hall | Luzhniki Sports Hall |
|            | rapport                                               |       |                                                 | Luzhniki Sports Hall | Luzhniki Sports Hall |

| 22 février | Russie                                                      | 3 – 4 | Italie                                                                |                      |                      |
|            | 17e Sergei Ivanov · 38e Andrei Soloviev · 40e Arkadiy Belyi |       | Gabriele Caleca 8e · Adriano Foglia 16e · Andrea Rubei 34e · Dadá 40e | Luzhniki Sports Hall | Luzhniki Sports Hall |
|            | rapport                                                     |       |                                                                       | Luzhniki Sports Hall | Luzhniki Sports Hall |

| 23 février | Italie | 6 – 4 | République tchèque                                         |                      |                      |
|            | Gabriele Caleca 9e · Fabio Previdelli 15e · Adriano Foglia 19e 25e · Andrea Rubei 30e · Fernando Grana 40e |       | Daniel Rajnoch 4e · Roman Mareš 8e 39e · Martin Dlouhý 16e | Luzhniki Sports Hall | Luzhniki Sports Hall |
|            | rapport |       |                                                            | Luzhniki Sports Hall | Luzhniki Sports Hall |

| 23 février | Russie                                                              | 4 – 0 | Pays-Bas |                      |                      |
|            | Temur Alekberov 7e 38e · Arkadiy Belyi 9e · Konstantin Eremenko 19e |       |          | Luzhniki Sports Hall | Luzhniki Sports Hall |
|            | rapport                                                             |       |          | Luzhniki Sports Hall | Luzhniki Sports Hall |

| 25 février | Italie                                                                                       | 4 – 0 | Pays-Bas |                      |                      |
|            | Massimo Quattrini 12e · Fabio Previdelli 36e · Francesco Ceccaroni 37e · Gabriele Caleca 40e |       |          | Luzhniki Sports Hall | Luzhniki Sports Hall |
|            | [rapport]                                                                                    |       |          | Luzhniki Sports Hall | Luzhniki Sports Hall |

| 25 février | République tchèque                  | 2 – 4 | Russie                                                                            |                      |                      |
|            | 10e Karel Vrabec · 18e Michal Mareš |       | Mikhail Markin 25e · Denis Agafonov 28e · Arkadiy Belyi 39e · Temur Alekberov 40e | Luzhniki Sports Hall | Luzhniki Sports Hall |
|            | rapport                             |       |                                                                                   | Luzhniki Sports Hall | Luzhniki Sports Hall |

## Phase à élimination directe

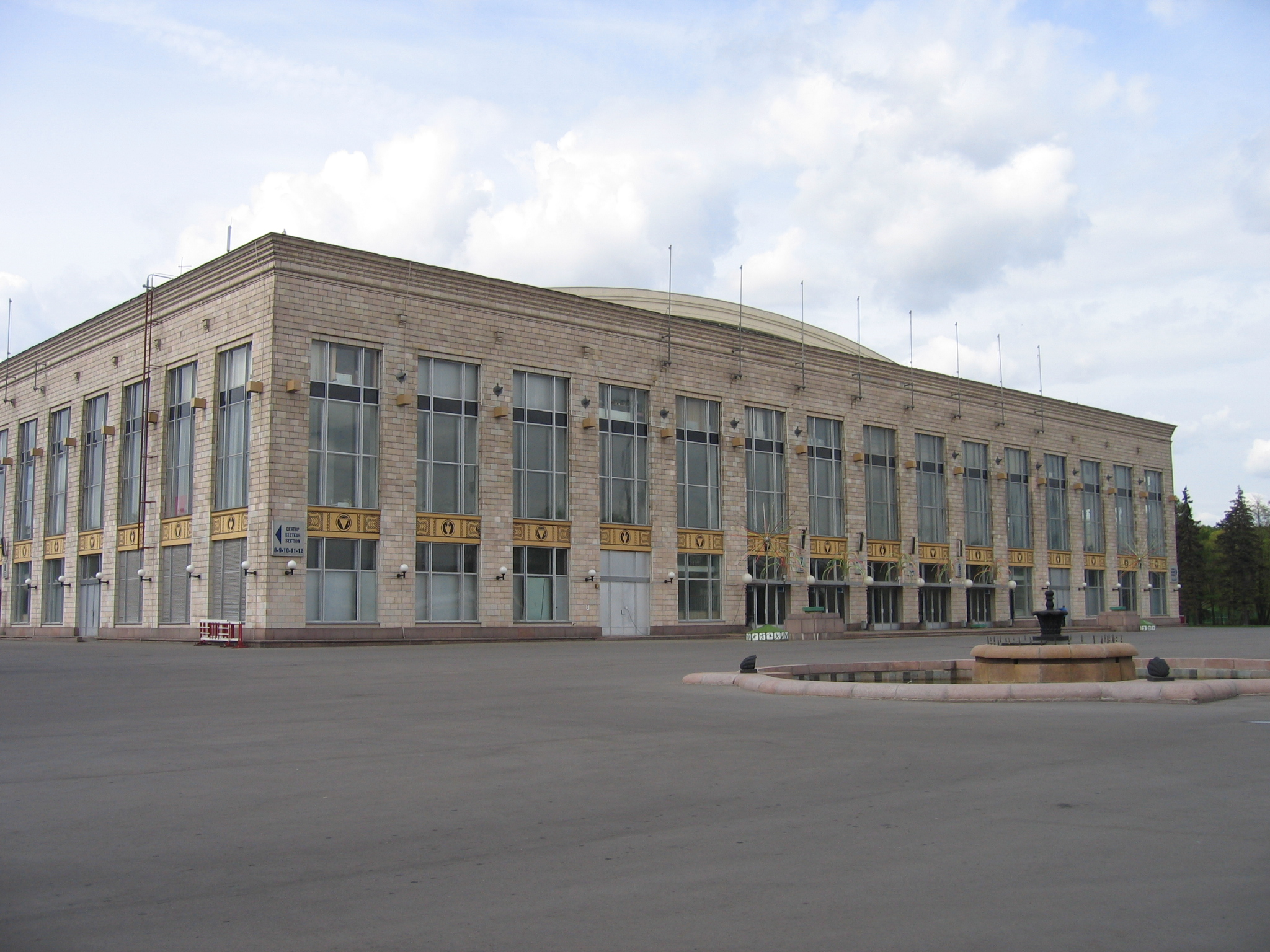
Palais des sports de Loujniki à Moscou

### Tableau
|  | Demi-finales | Demi-finales |                        |           | Finale     | Finale     |
|  | Demi-finales | Demi-finales |                        |           | Finale     | Finale     |
|  |              |              |                        |           |            |            |
|  | 26 février   | 26 février   |                        |           | 28 février | 28 février |
|  | 26 février   | 26 février   |                        |           | 28 février | 28 février |
|  | Espagne      | 2            |                        |           | 28 février | 28 février |
|  | Espagne      | 2            |                        |           | 28 février | 28 février |
|  | Russie T     | 1            |                        |           | 28 février | 28 février |
|  | Russie T     | 1            | Espagne                | 2 ap      |            |            |
|  | 26 février   |              | Espagne                | 2 ap      |            |            |
|  |              | Ukraine      | 1                      |           |            |            |
|  | Ukraine      | Ukraine      | 1                      | 3 (5) tab |            |            |
|  | Ukraine      |              |                        | 3 (5) tab |            |            |
|  | Italie       | 3 (4)        |                        |           |            |            |
|  | Italie       | 3 (4)        | Match pour la 3e place |           |            |            |
|  |              |              |                        |           |            |            |
|  | 28 février   |              |                        |           |            |            |
|  |              |              |                        |           |            |            |
|  | Russie T     | 2            |                        |           |            |            |
|  | Russie T     | 2            |                        |           |            |            |
|  | Italie       | 1            |                        |           |            |            |
|  | Italie       | 1            |                        |           |            |            |

### Demi-finales
L'Espagne élimine la Russie chez elle et prend sa revanche de la finale précédente. L'Italie force l'Ukraine au nul 3-3 avant de céder lors de la séance de tirs au but.
| 26 février 2001 | Espagne                    | 2 - 1 | Russie    |                                                              |                                                              |
| 14:30           | Rodríguez 13e · Daniel 36e | (1-0) | 40e Belyj | Palais des sports Loujniki, Moscou Arbitrage : Euvezin Amler | Palais des sports Loujniki, Moscou Arbitrage : Euvezin Amler |
| 14:30           | rapport                    |       |           | Palais des sports Loujniki, Moscou Arbitrage : Euvezin Amler | Palais des sports Loujniki, Moscou Arbitrage : Euvezin Amler |

| 26 février 2001 | Ukraine                                  | 3 - 3 5 - 4 t. a. b. | Italie                       |                                                             |                                                             |
| 17:00           | Kosenko 15e · Šajtanov 16e · Koridze 22e | (2-1, 3-3, 3-3)      | 8e 23e Grana · 23e Vicentini | Palais des sports Loujniki, Moscou Arbitrage : Jyrki Filppu | Palais des sports Loujniki, Moscou Arbitrage : Jyrki Filppu |
| 17:00           | rapport                                  |                      |                              | Palais des sports Loujniki, Moscou Arbitrage : Jyrki Filppu | Palais des sports Loujniki, Moscou Arbitrage : Jyrki Filppu |
| 17:00           | Tirs au but 5 - 4                        |                      |                              | Palais des sports Loujniki, Moscou Arbitrage : Jyrki Filppu | Palais des sports Loujniki, Moscou Arbitrage : Jyrki Filppu |

### Match pour la3eplace
Les hôtes russes arrachaient la troisième place à l'Italie (2-1).
| 28 février 2001 | Russie                    | 2 - 1 ap        | Italie     |                                                              |                                                              |
| 14:30           | Alekberov 7e · Ivanov 49e | (1-0, 1-1, 1-1) | 29e Foglia | Palais des sports Loujniki, Moscou Arbitrage : Euvezin Amler | Palais des sports Loujniki, Moscou Arbitrage : Euvezin Amler |
| 14:30           | rapport                   |                 |            | Palais des sports Loujniki, Moscou Arbitrage : Euvezin Amler | Palais des sports Loujniki, Moscou Arbitrage : Euvezin Amler |

### Finale
Dans la redite du premier match du Groupa A, l'Espagne triomphe de l'Ukraine (2-1 après prolongation). Alberto Riquer égalise après l'ouverture du score de Georgiy Melnikov. Javi Sánchez marque le but en or en prolongation pour offrir le titre à l'Espagne.
| 28 février 2001 | Espagne                  | 2 - 1 ap        | Ukraine       |                                                           |                                                           |
| 17:00           | Riquer 33e · Sánchez 45e | (0-0, 1-1, 2-1) | 27e Mel'nikov | Palais des sports Loujniki, Moscou Arbitrage : Ivan Novak | Palais des sports Loujniki, Moscou Arbitrage : Ivan Novak |
| 17:00           | rapport                  |                 |               | Palais des sports Loujniki, Moscou Arbitrage : Ivan Novak | Palais des sports Loujniki, Moscou Arbitrage : Ivan Novak |

## Classements et récompense

### Classement final
| rang      | Équipe   | Pts    | MJ | G | N | P | Bp | Bc | Diff. |
| --------- | -------- | ------ | -- | - | - | - | -- | -- | ----- |
| champion  | Espagne  | 15 pts | 5  | 5 | - | - | 19 | 5  | +14   |
| finaliste | Ukraine  | 10 pts | 5  | 3 | 1 | 1 | 18 | 12 | +6    |
| troisième | Russie T | 9 pts  | 5  | 3 | - | 2 | 14 | 9  | +5    |
| 4e        | Italie   | 10 pts | 5  | 3 | 1 | 1 | 18 | 12 | +6    |
| 5e        | Croatie  | 3 pts  | 3  | 1 | - | 2 | 2  | 9  | -7    |
| 6e        | Tchéquie | 1 pt   | 3  | - | 1 | 2 | 9  | 13 | -4    |
| 7e        | Pays-Bas | 1 pt   | 3  | - | 1 | 2 | 3  | 11 | -8    |
| 8e        | Pologne  | 0 pt   | 3  | - | - | 3 | 6  | 18 | -12   |

### Meilleurs buteurs
| Rang | Nom                   | Buts |
| ---- | --------------------- | ---- |
| 1    | Serhiy Koridze        | 7    |
| 2    | Daniel Ibanes Caetano | 5    |
| 3    | Temur Alekberov       | 4    |

### Meilleur joueur
L'Espagnol Javi Sánchez est nommé golden player (joueur d'or). Le joueur marque le but en or offrant la victoire à la sélection espagnole en prolongation de la finale contre les Ukrainiens.